# Бои за Лериду
Бои за Лериду (исп. Lérida) были частью Арагонской операции гражданской войны в Испании. Они проходили с 31 марта по 3 апреля 1938 года и завершились победой националистов, взявших город Лериду. Лерида стала первым важным каталонским городом, захваченным войсками Франко.

## Планы и силы сторон
В ходе Арагонской операции, Франко, разбив войска республиканцев южнее Эбро, приступил к выполнению второй фазы наступления.
22 марта по Восточной армии Республики, ослабленной переброской частей для сдерживания прорыва к югу от Эбро, нанесли удары Наваррский корпус Сольчаги, Арагонский корпус Москардо и поддерживающий их Марокканский корпус Ягуэ, который 23 марта пересек Эбро с юга, у Гела и Кинто, и двинулся в северном направлении вдоль реки Сегре. Войска республиканского 10-го корпуса беспорядочно отступали, атакуемые с воздуха тактической авиацией националистов.
25 марта, после завоевания Фраги, националисты достигли границы между Арагоном и Каталонией. 
27 марта войска Франко взяли Масалькорейг, первый каталонский город.
В пять часов вечера этого дня Лерида подверглась бомбардировке авиации националистов, особенно немецкого Легиона «Кондор», преследовавшей цель деморализовать гражданское население. В результате погибло около четырехсот человек. 
29 марта мятежники заняли Серос, Айтону и Сосес, а 30-го - Алькаррас. С севера к Лериде подходили войска 150-й дивизии националистов, с запада - 13-й, с юго-запада - 5-й.
Чтобы противостоять франкистским войскам, республиканская армия развернула 46-ю дивизию Валентина Гонсалеса «Эль Кампесино» с задачей защиты Лериды. Благодаря включению подразделений (около 8 - 9 батальонов) из 16-й и 27-й дивизий, в ней было около 10 000 человек. Республиканские силы также имели двенадцать танков Т-26 и десять броневиков, в основном модели UNL-35, а также поддерживались шестнадцатью артиллерийскими батареями. Подразделения дивизии были расположены вокруг города, образуя оборонительный периметр.

## Бои за город
31 марта франкистские войска приступили к атакам на оборонительный периметр вокруг Лериды. В этот день и в два следующих происходят ожесточенные столкновения в пригородах, во время которых националисты получают существенную поддержку своей артиллерии и авиации.
2 апреля подразделения Ягуэ заняли стратегический холм Гардены, и на следующий день ожесточенные бои шли уже в центре города. К пяти часам вечера атакующие войска контролировали железнодорожную станцию и район Серро-де-ла-Сео-Вьеха.
Эль Кампесино отдал приказ своим частям пересечь реку Сегре и покинуть город. При отступлении республиканские войска подожгли несколько зданий и взорвали два моста через Сегре - дорожный (Старый мост) и железнодорожный. Небольшая часть Лериды, расположенная на левом берегу реки, осталась под контролем республиканской армии.

## Результаты
Обе стороны понесли значительные потери. По оценкам, только одна 13-я франкистская дивизия потеряла 950 человек, или 10% своего состава. В 46-й республиканской дивизии количество потерь было намного выше, около 40% личного состава.
До конца декабря 1938 года, когда наступление в Каталонии было возобновлено, Лерида находилась на линии фронта и в течение девяти месяцев подвергалась обстрелам и бомбардировкам с левого берега Сегре, контролируемого республиканскими войсками.